# ويليام هنري كاربنتر
ويليام هنري كاربنتر (بالإنجليزية: William Henry Carpenter)‏ هو فقيه لغة أمريكي، ولد في 1853 في أوتيكا في الولايات المتحدة، وتوفي في 1936.